# Blème
Blême est un torrent du sud de la France, dans le département des Hautes-Alpes, dans la région Provence-Alpes-Côte d'Azur. C'est un affluent du Buëch, donc un sous-affluent du Rhône par la Durance.

## Géographie
La longueur de son cours d'eau est de 14,3 km. Le torrent de Blème prend sa source dans les Hautes-Alpes sur la commune de L'Epine, à l'altitude 1 060 mètres, et s'appelant alors le torrent de la Combe.
Elle conflue avec le Buëch sur le territoire de la commune de Serres, à l'altitude 645 mètres.

## Communes et cantons traversés
Le torrent de Blème traverse trois communes :
- dans le sens amont vers aval : L'Epine (source), Montclus, Serres (confluence).

## Affluents
La Blème a neuf affluents référencés tous entre deux et cinq kilomètres de longueur.